# Station Grajewo
Station Grajewo is een spoorwegstation in de Poolse plaats Grajewo.